# Likasi
Likasi é uma cidade localizada no centro-oeste da província de Alto Catanga, na República Democrática do Congo.
A ordem de 23 de maio de 1917 concedeu a Likasi-Panda (nome inicial da localidade) o estatuto de distrito. Em junho de 1921, uma unidade concentradora de gravidade para separação de minerais foi colocada em operação em Panda. Uma fundição elétrica iniciou a produção em 1924, produzindo liga de cobalto, e em 1929 a fábrica de Shituru foi inaugurada com uma capacidade de 30.000 toneladas de cobre eletrolítico. A cidade foi renomeada Jadotville (ou Jadotstad) pela administração colonial em 1931, em homenagem ao engenheiro e industrial belga Jean Jadot.
A mina de Shinkolobwe, 20 km a oeste de Likasi, foi descrita por um relatório de inteligência do Projeto Manhattan de 1943 como o depósito de urânio mais importante já descoberto no mundo. O urânio desta mina foi usado para construir as bombas atômicas usadas em Hiroshima e Nagasaki em 1945.
Como consequência da descoberta do urânio, em 21 de dezembro de 1943 Likasi se tornou a terceira localidade a receber o estatuto de "cidade" pela administração colonial belga, depois de Quinxassa e Lubumbashi. No período, passou a dispor de uma das escolas mais importantes do Congo Belga, o Athénée Royal.
A cidade foi palco do cerco de Jadotville, uma das mais renhidas batalhas da operação Morthor, que estava a ser conduzida pela Operação das Nações Unidas no Congo (ONUC). A derrota da ONUC em Jadotville e a interrupção abrupta da fracassada e violenta operação Morthor, levou a uma campanha anti-ONU na opinião pública em Catanga.
Posteriormente, a ONUC criou centros de alimentação e de refugiados no território adjacente de Likasi para ajudar os refugiados a fugirem da violência irrompida na Primeira e na Segunda Guerra de Shaba.